# Dalzell, South Carolina
Dalzell är en så kallad census-designated place i Sumter County i South Carolina. Vid 2010 års folkräkning hade Dalzell 3 175 invånare.